# Nucifraga caryocatactes macrorhynchos
A Nucifraga caryocatactes macrorhynchos a madarak (Aves) osztályának verébalakúak (Passeriformes) rendjébe, ezen belül a varjúfélék (Corvidae) családjába tartozó fenyőszajkó (Nucifraga caryocatactes) alfaja.

## Előfordulása
A Nucifraga caryocatactes macrorhynchos a szibériai tajga lakója, de néha Közép-Európa területére is ellátogat.

## Megjelenése
A madár hossza 30–33 centiméter, szárnyfesztávolsága 54–56 centiméter, testtömege pedig 160–180 gramm. Ennek az alfajnak valamivel keskenyebb a csőre, mint a törzsfajnak. Tágítható tasak van a torkában, ebben több tucat magot tud tartani. Tollazata csokoládébarna, nagy fehér foltokkal tarkítva. Szárnya kerek, feketébe hajló sötétbarna, alul fehér foltok tarkítják, amelyek repülés közben elővillannak. Farka rövid, feketébe hajló sötétbarna, mint a szárnya, és tollvégei fehérek; az alsó fele szintén fehér.

## Életmódja
Párban vagy kis csoportokban él. Tápláléka tűlevelű fák magjai, dió, mogyoró; költéskor rovarok, hernyók, madártojás és madárfiókák. A madár sok-sok tobozmagot és mogyorót raktároz el a téli hónapokra.

## Szaporodása
A költési időszak március és május között van. A fészekalj 3-4 halványkék, enyhén szürkésbarna foltos tojásból áll, ezeken felváltva egymást, mindkét szülő 16-20 napig kotlik. A fiókák még 24-25 napig a fészekben maradnak.